# Žofie Hannoverská
Žofie Hannoverská (14. října 1630 Haag – 8. června 1714 Hannover) byla rodem falcká princezna, sňatkem hannoverská kurfiřtka, matka britského krále Jiřího I.

## Biografie

### Původ, mládí
Žofie se narodila v nizozemském exilu jako poslední, dvanácté dítě Fridricha Falckého, „Zimního krále“ a jeho manželky, anglické princezny Alžběty Stuartovny, dcery anglického a skotského krále Jakuba I. Stuarta. Její bratr Karel I. Ludvík Falcký se stal falckým kurfiřtem, další dva její bratři, Ruprecht Falcký a Mořic Falcký, se účastnili anglické občanské války; bratr Eduard kvůli sňatku s katolickou italskou princeznou Annou Gonzagovou konvertoval ke katolické víře.

### Manželství, potomci

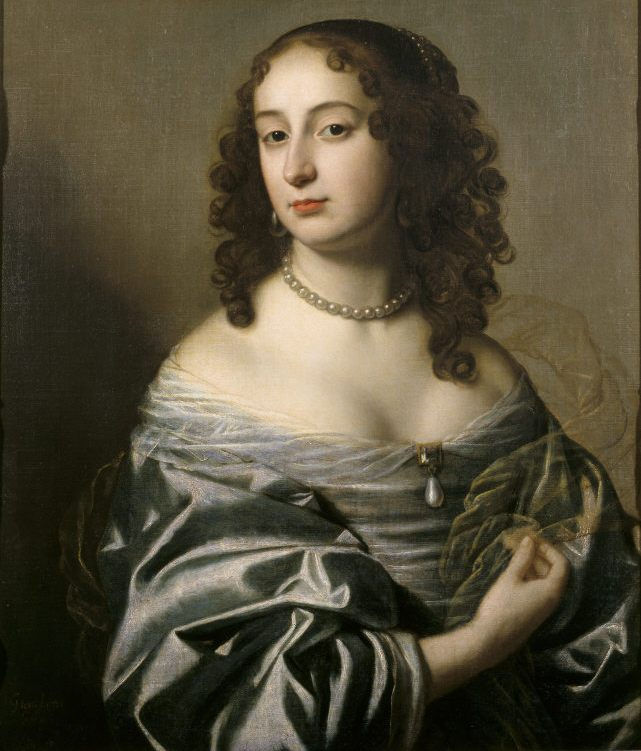
Žofie Hannoverská

Původně byl plánován její sňatek se synem Jakuba I. Karlem, plán se však neuskutečnil, zůstala tedy v Heidelbergu a věnovala se péči o děti svého bratra Karla Ludvíka - Karla a Alžbětu.
30. září roku 1658 se provdala za Ernesta Augusta, vévodu brunšvicko-lüneburského, později hannoverského kurfiřta (jejím ženichem měl původně být starší bratr Ernesta Augusta, Jiří Vilém, ten však měl jiné plány a nevěstu přenechal bratrovi). Z manželství vzešlo sedm dětí:
- Jiří Ludvík (28. května 1660 – 11. června 1727), vévoda brunšvicko-lüneburský, hannoverský kurfiřt a král Království Velké Británie a Irska od roku 1714 až do své smrti, ⚭ 1679 Žofie Dorotea z Celle (1666–1726)
- Frederik August (1661–1691), císařský generálmajor, padl ve válce s Turky
- Maxmilián Vilém (1666–1726), císařský polní maršál

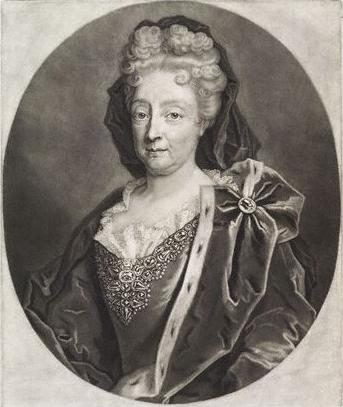
Kurfiřtka Žofie Hannoverská na portrétu z roku 1706

- Žofie Šarlota (30. října 1668 – 1. února 1705), ⚭ 1684 Fridrich I. Pruský (1657–1713), pruský vévoda, braniborský kurfiřt a markrabě, kníže oranžský, neuchâtelský a pruský král od roku 1701 až do své smrti
- Karel Filip (1669–1690), plukovník, padl ve válce s Turky
- Kristián Jindřich (1671–1703), generál, utopil se v Dunaji za války o španělské dědictví
- Ernest August (1674–1728), vévoda z Yorku a Albany, osnabrücký biskup

V roce 1692 roku na základě rozhodnutí císaře Leopolda I. Habsburského se vévoda Brunšviku-Lüneburku stal hannoverským kurfiřtem, a tedy i Žofie se stala kurfiřtkou hannoverskou.
Po celý svůj život se Žofie považovala za Angličanku, o čemž svědčí fakt, že třebaže ovládala pět jazyků, nejčastěji používala právě angličtinu, i to, že se obklopovala Angličany. Není proto jasné, proč její syn tento jazyk neovládal, resp. jím nehovořil.

### Následnictví britského trůnu
V roce 1701 roku anglický parlament schválil Act of Settlement (Zákon o nástupnictví) stanovující pravidla nástupnictví na anglický, resp. britský trůn, podle nějž jsou z následnictví vyloučeni ti, kdož jsou katolického vyznání nebo si vezmou za manžela katolíka; z nástupnictví tak byli vyloučeni potomci krále Jakuba II. Stuarta a také dcery Žofiina staršího bratra Eduarda, který konvertoval ke katolickému vyznání. Na základě tohoto zákona se stala Žofie designovanou následnicí trůnu a nárok na trůn měla jen ona (která byla vnučkou krále Jakuba I.) a její potomci. Žofie zemřela dva měsíce před Annou Stuartovnou, anglickou královnou, a králem se stal její syn Jiří Ludvík. Od té doby všichni její potomci mají právo na britský trůn.

## Vývod z předků
|                   |                               |  |               |                                |  |  |  |  |  |  |  | Fridrich III. Falcký |
|                   |                               |  |               |                                |  |  |  |  |  |  |  |                      |
|                   | Ludvík VI. Falcký             |  |               |                                |  |  |  |  |  |  |  |                      |
|                   |                               |  |               |                                |  |  |  |  |  |  |  |                      |
|                   |                               |  |               | Marie Branibořsko-Kulmbachská  |  |  |  |  |  |  |  |                      |
|                   |                               |  |               |                                |  |  |  |  |  |  |  |                      |
|                   | Fridrich IV. Falcký           |  |               |                                |  |  |  |  |  |  |  |                      |
|                   |                               |  |               |                                |  |  |  |  |  |  |  |                      |
|                   |                               |  |               | Filip I. Hesenský              |  |  |  |  |  |  |  |                      |
|                   |                               |  |               |                                |  |  |  |  |  |  |  |                      |
|                   | Alžběta Hesenská              |  |               |                                |  |  |  |  |  |  |  |                      |
|                   |                               |  |               |                                |  |  |  |  |  |  |  |                      |
|                   |                               |  |               | Kristýna Saská                 |  |  |  |  |  |  |  |                      |
|                   |                               |  |               |                                |  |  |  |  |  |  |  |                      |
|                   | Fridrich Falcký               |  |               |                                |  |  |  |  |  |  |  |                      |
|                   |                               |  |               |                                |  |  |  |  |  |  |  |                      |
|                   |                               |  |               | Vilém I. Nasavsko-Dillenburský |  |  |  |  |  |  |  |                      |
|                   |                               |  |               |                                |  |  |  |  |  |  |  |                      |
|                   | Vilém I. Oranžský             |  |               |                                |  |  |  |  |  |  |  |                      |
|                   |                               |  |               |                                |  |  |  |  |  |  |  |                      |
|                   |                               |  |               | Juliana ze Stolbergu           |  |  |  |  |  |  |  |                      |
|                   |                               |  |               |                                |  |  |  |  |  |  |  |                      |
|                   | Luisa Juliana Oranžská        |  |               |                                |  |  |  |  |  |  |  |                      |
|                   |                               |  |               |                                |  |  |  |  |  |  |  |                      |
|                   |                               |  |               | Ludvík z Montpensier           |  |  |  |  |  |  |  |                      |
|                   |                               |  |               |                                |  |  |  |  |  |  |  |                      |
|                   | Šarlota Bourbonská            |  |               |                                |  |  |  |  |  |  |  |                      |
|                   |                               |  |               |                                |  |  |  |  |  |  |  |                      |
|                   |                               |  |               | Jacqueline de Longwy           |  |  |  |  |  |  |  |                      |
|                   |                               |  |               |                                |  |  |  |  |  |  |  |                      |
| Žofie Hannoverská |                               |  |               |                                |  |  |  |  |  |  |  |                      |
|                   |                               |  |               |                                |  |  |  |  |  |  |  |                      |
|                   |                               |  | Matyáš Stuart |                                |  |  |  |  |  |  |  |                      |
|                   |                               |  |               |                                |  |  |  |  |  |  |  |                      |
|                   | Jindřich Stuart, lord Darnley |  |               |                                |  |  |  |  |  |  |  |                      |
|                   |                               |  |               |                                |  |  |  |  |  |  |  |                      |
|                   |                               |  |               | Markéta Douglasová             |  |  |  |  |  |  |  |                      |
|                   |                               |  |               |                                |  |  |  |  |  |  |  |                      |
|                   | Jakub I. Stuart               |  |               |                                |  |  |  |  |  |  |  |                      |
|                   |                               |  |               |                                |  |  |  |  |  |  |  |                      |
|                   |                               |  |               | Jakub V. Skotský               |  |  |  |  |  |  |  |                      |
|                   |                               |  |               |                                |  |  |  |  |  |  |  |                      |
|                   | Marie Stuartovna              |  |               |                                |  |  |  |  |  |  |  |                      |
|                   |                               |  |               |                                |  |  |  |  |  |  |  |                      |
|                   |                               |  |               | Marie de Guise                 |  |  |  |  |  |  |  |                      |
|                   |                               |  |               |                                |  |  |  |  |  |  |  |                      |
|                   | Alžběta Stuartovna            |  |               |                                |  |  |  |  |  |  |  |                      |
|                   |                               |  |               |                                |  |  |  |  |  |  |  |                      |
|                   |                               |  |               | Kristián III. Dánský           |  |  |  |  |  |  |  |                      |
|                   |                               |  |               |                                |  |  |  |  |  |  |  |                      |
|                   | Frederik II. Dánský           |  |               |                                |  |  |  |  |  |  |  |                      |
|                   |                               |  |               |                                |  |  |  |  |  |  |  |                      |
|                   |                               |  |               | Dorotea Sasko-Lauenburská      |  |  |  |  |  |  |  |                      |
|                   |                               |  |               |                                |  |  |  |  |  |  |  |                      |
|                   | Anna Dánská                   |  |               |                                |  |  |  |  |  |  |  |                      |
|                   |                               |  |               |                                |  |  |  |  |  |  |  |                      |
|                   |                               |  |               | Oldřich III. Meklenburský      |  |  |  |  |  |  |  |                      |
|                   |                               |  |               |                                |  |  |  |  |  |  |  |                      |
|                   | Žofie Meklenburská            |  |               |                                |  |  |  |  |  |  |  |                      |
|                   |                               |  |               |                                |  |  |  |  |  |  |  |                      |
|                   |                               |  |               | Alžběta Dánská                 |  |  |  |  |  |  |  |                      |
|                   |                               |  |               |                                |  |  |  |  |  |  |  |                      |